# 1740 у літературі

## Книги
- «Памела, або ж Винагороджена доброчесність» (англ. «Pamela; or, Virtue Rewarded») — роман Семюела Річардсона.
- «Оповідання Ляо Чжая про незвичайне» — посмертне видання новел Пу Сунліна.
- «Основи фізики» фр. Institutions de physique — адаптований переклад праці Ісаака Ньютона, авторства Емілі дю Шатле.

## Народились
- 2 червня — Маркіз де Сад, французький письменник, філософ і учасник Французької Революції.
- 6 червня — Луї Себастьян Мерс'є, французький письменник.

## Померли
- 15 травня — Ефраїм Чемберс, англійський письменник, енциклопедист.